# Handball-Weltmeisterschaft der Männer 2011/Gruppe A
Dies sind die Spielergebnisse der Gruppe A der Handball-Weltmeisterschaft der Herren 2011. Hinter den Spielern sind in Klammern die Tore – inklusive der 7-m-Tore – sowie Torschüsse angegeben. Hat ein Spieler eine Trefferquote von 100 %, steht nur eine Zahl in den Klammern.

## Frankreich – Tunesien 32:19 (15:09)
| Frankreich | Frankreich | Tunesien | Tunesien |
| | 1. Spieltag 14. Januar 2011 um 18:00 Uhr in Kristianstad Ergebnis: 32:19 (15:9) Zuschauer: 2.500 Schiedsrichter: Per Olesen & Lars Ejby Pedersen ( Dänemark) Spielerstatistik                                                                                                   |          |          |
| Jérôme Fernandez, Didier Dinart, Xavier Barachet, Bertrand Gille, Guillaume Joli, Samuel Honrubia, Daouda Karaboué, Nikola Karabatić, Thierry Omeyer, William Accambray, Luc Abalo, Cédric Sorhaindo, Michaël Guigou, Bertrand Roiné, Sébastien Bosquet, Arnaud Bingo Trainer: Claude Onesta | Makrem Missaoui, Selim Hedoui, Brahim Lagha, Mahmoud Gharbi, Issam Tej, Jaleleddine Touati, Majed Hamza, Yassine Sami, Khaled Haj Youssef, Rafik Braham, Anis Gatfi, Bassem Mrabet, Heykel Megannem, Anouar Ayed, Sobhi Saïed, Wael Jallouz Trainer: Alain Portes ( Frankreich) |          |          |
| Fernandez (3/5) Barachet (3/4) Gille (1/2) Joli (1/4) Honrubia (1) Karabatić (6/8) Accambray (3) Abalo (5/10) Sorhaindo (2) Guigou (4) Bosquet (1) Bingo (2) | Hedoui (1/3) Lagha (1/3) Tej (2/3) Touati (1) Mrabet (1/6) Mgannem (6/10) Ayed (3/4) Saïed (2/5) Jallouz (2/3) |          |          |
| Dinart | Gharbi, Mgannem |          |          |
| Gille, Karabatić, Sorhaindo (2) | Hedoui (2), Gharbi (3), Sami, Haj Youssef |          |          |
| Karabatić | Gharbi |          |          |

## Deutschland – Ägypten 30:25 (15:12)
| Deutschland | Deutschland | Ägypten | Ägypten |
| | 1. Spieltag 14. Januar 2011 um 18:15 Uhr in Lund Ergebnis: 30:25 (15:12) Zuschauer: 1.410 Schiedsrichter: Václav Horáček & Jiří Novotný ( Tschechien) Spielerstatistik |         |         |
| Johannes Bitter, Pascal Hens, Uwe Gensheimer, Oliver Roggisch, Dominik Klein, Adrian Pfahl, Sebastian Preiß, Jacob Heinl, Holger Glandorf, Silvio Heinevetter, Sven-Sören Christophersen, Michael Kraus, Christian Sprenger, Lars Kaufmann, Michael Haaß Trainer: Heiner Brand | Mohamed Ramadan, Belal Mabrouk, Moustafa Hussein, Mohamed Hashem, Mohamed Ibrahim, Amr El Kaioby, Abou El Fetouh Razek, Mohamed Nakib El-Bakir, Hady Sakr, Mohamed Abdelwares, Mohamed Keshk, Omr Haggag, Eslam Hassan, Ahmed El Ahmar, Mohamed Mamdouh Trainer: Irfan Smajlagić |         |         |
| Hens (5) Gensheimer (9) Pfahl (2/3) Preiß (2) Glandorf (5/9) Kraus (3/7) Sprenger (3/5) Haas (1/3) | Ramadan (1/2) Mabrouk (1/4) Hussein (1) Ibrahim (1/3) El Kaioby (1/3) Razek (3/6) Abdelwares (5/9) Keshk (3/5) Haggag (2/3) El Ahmar (6/10) Mamdouh (1) |         |         |
| Gensheimer, Glandorf, Haaß; Bank | Ibrahim, Abdelwares, Mamdouh |         |         |
| Hens, Haaß | Ramadan, Abdelwares |         |         |

## Spanien – Bahrain 33:22 (16:8)
| Spanien | Spanien | Bahrain | Bahrain |
| | 1. Spieltag 14. Januar 2011 um 20:15 Uhr in Kristianstad Ergebnis: 33:22 (16:8) Zuschauer: TBA Schiedsrichter: Jesus Nilson Aires Menezes & Rogério Aparecido Pinto ( Brasilien) Spielerstatistik                                                                  |         |         |
| José Javier Hombrados Ibáñez, Alberto Entrerríos Rodríguez, Eduardo Gurbindo Martínez, Albert Rocas Comas, Jorge Maqueda, Rubén Garabaya Arenas, Raúl Entrerríos Rodríguez, Julen Aguinagalde Akizu, Roberto García Parrondo, Cristian Ugalde García, Arpad Sterbik Capar, Juan García Lorenzana, Iker Romero Fernández, José María Rodríguez Vaquero, Joan Cañellas Reixach, Viran Morros de Argila Trainer: Valero Rivera | Saeed Jawher, Hasan Madan, Hasan Alnajar, Ali Merza, Hasan Alfardan, Jaafar Abdulqader, Sadiq Ali, Mohamed Ahmed, Mahdi Madan, Maher Yahya, Mohamed Merza, Mahmood Alwanna, Mohamed A. Husain, Ali Yusuf, Mohamed Almaqabi, Husain Alsayyad Trainer: Ulrik Kirkely |         |         |
| A. Entrerríos Rodríguez (3/4) Gurbindo Martínez (2) Rocas Comas (3/5) Maqueda (1/2) Garabaya Arenas (4) R. Entrerríos Rodríguez (1) Aguinagalde Akizu (2/4) García Parrondo (4/5) Ugalde García (1/3) García Lorenzana (4/6) Romero Fernández (3/5) Cañellas Reixach (3) Morros de Argila (2/3) | H. Madan (1) A. Merza (1/2) Alfardan (3) Abdulqader (2/5) Ali (1/5) M. Madan (5/9) Yahya (2/4) M. Merza (1/3) Yusuf (2/4) Almaqabi (3/3) Alsayyad (1/2) |         |         |
| Maqueda, Ugalde García | M. Merza, Alwanna, Yusuf |         |         |
| A. Entrerríos Rodríguez, R. Entrerríos Rodríguez, Morros de Argila | A. Merza (2), M. Merza, Alwanna, Yusuf, Almaqabi (2) |         |         |

## Bahrain – Deutschland 18:38 (9:20)
| Bahrain | Bahrain | Deutschland | Deutschland |
| | 2. Spieltag 16. Januar 2011 um 16:15 Uhr in Kristianstad Ergebnis: 18:38 (9:20) Zuschauer: 2.000 Schiedsrichter: Carlos María Marina & Darío Leonel Minore ( Argentinien) Spielerstatistik                                                                                     |             |             |
| Saeed Jawher, Hasan Madan, Hasan Alnajar, Ali Merza, Hasan Alfardan, Jaafar Abdulqader, Sadiq Ali, Mohamed Ahmed, Mahdi Madan, Maher Yahya, Mohamed Merza, Mahmood Alwanna, Mohamed A. Husain, Ali Yusuf, Mohamed Almaqabi, Husain Alsayyad Trainer: Ulrik Kirkely | Johannes Bitter, Pascal Hens, Uwe Gensheimer, Oliver Roggisch, Dominik Klein, Adrian Pfahl, Sebastian Preiß, Jacob Heinl, Holger Glandorf, Silvio Heinevetter, Sven-Sören Christophersen, Michael Kraus, Christian Sprenger, Lars Kaufmann, Michael Haaß Trainer: Heiner Brand |             |             |
| Jawher (2/3) A. Merza (1/5) Abdulqader (2/7) M. Madan (4/10) M. Merza (2/3) Alwanna (3/6) Alsayyad (4/9) | Hens (2/3) Gensheimer (2/3) Klein (6/8) Pfahl (3/5) Heinl (3) Glandorf (4/5) Christophersen (2/3) Sprenger (7) Kaufmann (9/12) |             |             |
| A. Merza, M. Madan | Roggisch, Klein, Heinl |             |             |
| H. Madan, A. Merza (2), M. Madan, M. Merza | Roggisch (2), Pfahl |             |             |

## Tunesien – Spanien 18:21 (7:9)
| Tunesien | Tunesien | Spanien | Spanien |
| | 2. Spieltag 16. Januar 2011 um 17:30 Uhr in Lund Ergebnis: 18:21 (7:9) Zuschauer: 1.820 Schiedsrichter: Nenad Krstič & Peter Ljubič ( Slowenien) Spielerstatistik |         |         |
| Makrem Missaoui, Selim Hedoui, Brahim Lagha, Mahmoud Gharbi, Issam Tej, Jaleleddine Touati, Majed Hamza, Yassine Sami, Khaled Haj Youssef, Rafik Braham, Anis Gatfi, Bassem Mrabet, Heykel Mgannem, Anouar Ayed, Sobhi Saïed, Wael Jallouz Trainer: Alain Portes ( Frankreich) | José Javier Hombrados Ibáñez, Alberto Entrerríos Rodríguez, Eduardo Gurbindo Martínez, Albert Rocas Comas, Jorge Maqueda, Rubén Garabaya Arenas, Raúl Entrerríos Rodríguez, Julen Aguinagalde Akizu, Roberto García Parrondo, Cristian Ugalde García, Arpad Sterbik Capar, Juan García Lorenzana, Iker Romero Fernández, José María Rodríguez Vaquero, Joan Cañellas Reixach, Viran Morros de Argila Trainer: Valero Rivera |         |         |
| Hedoui (3/5) Lagha (1/3) Gharbi (1) Tej (4/7) Touati (1/2) Mrabet (1/4) Mgannem (4/7) Saïed (1/2) Jallouz (2/5) | A. Entrerríos Rodríguez (5/11) Gurbindo Martínez (1/4) Rocas Comas (4/7) R. Entrerríos Rodríguez (1/4) Aguinagalde Akizu (2) García Lorenzana (3/6) Romero Fernández (2/3) Rodríguez Vaquero(1/3) Morros de Argila (2/3) |         |         |
| Hedoui, Gharbi, Mrabet | Gurbindo Martínez, Garabaya Arenas, Morros de Argila |         |         |
| Tej, Touati, Sami, Mrabet (2) | Garabaya Arenas (2), Morros de Argila |         |         |

## Ägypten – Frankreich 19:28 (8:12)
| Ägypten | Ägypten | Frankreich | Frankreich |
| | 2. Spieltag 16. Januar 2011 um 18:45 Uhr in Kristianstad Ergebnis: 19:28 (8:12) Zuschauer: TBA Schiedsrichter: Kenneth Abrahamsen & Arne Kristiansen ( Norwegen) Spielerstatistik |            |            |
| Mohamed Ramadan, Belal Mabrouk, Moustafa Hussein, Mohamed Hashem, Mohamed Ibrahim, Amr El Kaioby, Abou El Fetouh Razek, Mohamed Nakib El-Bakir, Mohamed El Bohy, Hady Sakr, Mohamed Abdelwares, Mohamed Keshk, Omr Haggag, Eslam Hassan, Ahmed El Ahmar, Mohamed Mamdouh Trainer: Irfan Smajlagić | Jérôme Fernandez, Didier Dinart, Xavier Barachet, Bertrand Gille, Guillaume Joli, Samuel Honrubia, Daouda Karaboué, Nikola Karabatić, Thierry Omeyer, William Accambray, Luc Abalo, Cédric Sorhaindo, Michaël Guigou, Bertrand Roiné, Sébastien Bosquet, Arnaud Bingo Trainer: Claude Onesta |            |            |
| Mabrouk (1/5) Hussein (3/4) El Kaioby (1) Razek (3/7) Abdelwares (2/7) Keshk (1/6) Haggag (1/3) El Ahmar (4/8) Mamdouh (3/5) | Fernandez (2) Dinart (1) Barachet (1/2) Gille (2/3) Joli (3) Honrubia (1/3) Karabatić (3/7) Abalo (2/3) Sorhaindo (2/3) Guigou (5/6) Roine (3/6) Bosquet (3/5) |            |            |
| Marbrouk, Razek, Keshk | Barachet, Gille |            |            |
| Ramadan (2), Marbrouk, Hashem, El Kaioby | Barachet, Gille, Accambray, Sorhaindo |            |            |

## Spanien – Deutschland 26:24 (13:13)
| Spanien | Spanien | Deutschland | Deutschland |
| | 3. Spieltag 17. Januar 2011 um 18:30 Uhr in Kristianstad Ergebnis: 26:24 (13:13) Zuschauer: 3.247 Schiedsrichter: Per Olesen & Lars Ejby Pedersen ( Dänemark) Spielerstatistik                                                                                                 |             |             |
| José Javier Hombrados Ibáñez, Alberto Entrerríos Rodríguez, Eduardo Gurbindo Martínez, Albert Rocas Comas, Jorge Maqueda, Rubén Garabaya Arenas, Raúl Entrerríos Rodríguez, Julen Aguinagalde Akizu, Roberto García Parrondo, Cristian Ugalde García, Arpad Sterbik Capar, Juan García Lorenzana, Iker Romero Fernández, José María Rodríguez Vaquero, Joan Cañellas Reixach, Viran Morros de Argila Trainer: Valero Rivera | Johannes Bitter, Pascal Hens, Uwe Gensheimer, Oliver Roggisch, Dominik Klein, Adrian Pfahl, Sebastian Preiß, Jacob Heinl, Holger Glandorf, Silvio Heinevetter, Sven-Sören Christophersen, Michael Kraus, Christian Sprenger, Lars Kaufmann, Michael Haaß Trainer: Heiner Brand |             |             |
| A. Entrerríos Rodríguez (2/6) Gurbindo Martínez (3/4) Rocas Comas (3/5) R. Entrerríos Rodríguez (1/2) Aguinagalde Akizu (5/7) García Parrondo (1/2) García Lorenzana (5/8) Romero Fernández (5/6) Cañellas Reixach (1) | Hens (2) Gensheimer (4/5) Klein (2/3) Pfahl (2/5) Preiß (1) Heinl (2) Glandorf (4/7) Kraus (2/4) Sprenger (3/4) Haaß (2/4) |             |             |
| Bank | Gensheimer, Preiß |             |             |
| Garabaya Arenas, R. Entrerríos Rodríguez, García Lorenzana, Rodríguez Vaquero, Cañellas Reixach (2), Morros de Argila | Roggisch, Preiß (3), Kaufmann (3), Haaß (2) |             |             |
| | Preiß, Kaufmann |             |             |

## Frankreich – Bahrain 41:17 (23:10)
| Frankreich | Frankreich | Bahrain | Bahrain |
| | 3. Spieltag 17. Januar 2011 um 20:30 Uhr in Lund Ergebnis: 41:17 (23:10) Zuschauer: 850 Schiedsrichter: Omar Al-Marzouqi & Mohammad Rashid Al-Nuaimi ( Vereinigte Arabische Emirate) Spielerstatistik                                                              |         |         |
| Jérôme Fernandez, Didier Dinart, Xavier Barachet, Bertrand Gille, Guillaume Joli, Samuel Honrubia, Daouda Karaboué, Nikola Karabatić, Thierry Omeyer, William Accambray, Luc Abalo, Cédric Sorhaindo, Michaël Guigou, Bertrand Roiné, Sébastien Bosquet, Arnaud Bingo Trainer: Claude Onesta | Saeed Jawher, Hasan Madan, Hasan Alnajar, Ali Merza, Hasan Alfardan, Jaafar Abdulqader, Sadiq Ali, Mohamed Ahmed, Mahdi Madan, Maher Yahya, Mohamed Merza, Mahmood Alwanna, Mohamed A. Husain, Ali Yusuf, Mohamed Almaqabi, Husain Alsayyad Trainer: Ulrik Kirkely |         |         |
| Fernandez (3) Dinart (1) Barachet (4) Gille (1) Joli (11/12) Honrubia (4/6) Karabatić (3/6) Accambray (5/7) Sorhaindo (1) Roine (1/3) Bosquet (2/3) Bingo (5/6) | Jawher (1/2) A. Merza (1/4) Alfardan (1) Abdulqader (2/5) Ali (2/5) M. Madan (2/9) Alwanna (2/5) Yusuf (1) Almaqabi (2/7) Alsayyad (3/8) |         |         |
| Barachet, Karabatić, Accambray | Alfardan |         |         |
| Gille, Accambray, Bingo | Jawher, M. Merza |         |         |
| | H. Madan |         |         |

## Tunesien – Ägypten 23:27 (10:11)
| Tunesien | Tunesien | Ägypten | Ägypten |
| | 3. Spieltag 17. Januar 2011 um 20:45 Uhr in Kristianstad Ergebnis: 23:27 (10:11) Zuschauer: 3.247 Schiedsrichter: Václav Horáček & Jiří Novotný ( Tschechien) Spielerstatistik |         |         |
| Makrem Missaoui, Selim Hedoui, Brahim Lagha, Mahmoud Gharbi, Issam Tej, Jaleleddine Touati, Kamel Alouini, Majed Hamza, Yassine Sami, Khaled Haj Youssef, Anis Gatfi, Bassem Mrabet, Heykel Mgannem, Anouar Ayed, Sobhi Saïed, Wael Jallouz Trainer: Alain Portes ( Frankreich) | Mohamed Ramadan, Belal Mabrouk, Moustafa Hussein, Mohamed Hashem, Amr El Kaioby, Abou El Fetouh Razek, Mohamed Nakib El-Bakir, Mohamed El Bohy, Hady Sakr, Ahmed Yousef, Mohamed Abdelwares, Mohamed Keshk, Omr Haggag, Eslam Hassan, Ahmed El Ahmar, Mohamed Mamdouh Trainer: Irfan Smajlagić |         |         |
| Hedoui (3/7) Gharbi (1/2) Touati (1/3) Alouini (2/4) Mrabet (1/3) Mgannem (5/9) Ayed (7/9) Saïed (3) | Ramadan (1) Mabrouk (2) Hussein (1/4) Hashem (4/7) El Kaioby (1) Razek (3/6) Yousef (1/3) Abdelwares (1/7) El Ahmar (10/14) Mamdouh (3) |         |         |
| Lagha, Gharbi, Mrabet | Yousef, Hassan |         |         |
| Hedoui (3), Gharbi (2), Tej, Alouini, Sami (2), Ayed | Ramadan (2), Razek, El Ahmar, Mamdouh |         |         |
| Hedoui | |         |         |

## Bahrain – Tunesien 21:28 (12:15)
| Bahrain | Bahrain | Tunesien | Tunesien |
| | 4. Spieltag 19. Januar 2011 um 18:00 Uhr in Lund Ergebnis: 21:28 (12:15) Zuschauer: 950 Schiedsrichter: Carlos María Marina & Darío Leonel Minore ( Argentinien) Spielerstatistik                                                                                               |          |          |
| Saeed Jawher, Hasan Madan, Hasan Alnajar, Ali Merza, Hasan Alfardan, Jaafar Abdulqader, Sadiq Ali, Mohamed Ahmed, Mahdi Madan, Maher Yahya, Mohamed Merza, Mahmood Alwanna, Mohamed A. Husain, Ali Yusuf, Mohamed Almaqabi, Husain Alsayyad Trainer: Ulrik Kirkely | Makrem Missaoui, Selim Hedoui, Brahim Lagha, Mahmoud Gharbi, Issam Tej, Jaleleddine Touati, Kamel Alouini, Majed Hamza, Yassine Sami, Khaled Haj Youssef, Anis Gatfi, Bassem Mrabet, Heykel Mgannem, Anouar Ayed, Sobhi Saïed, Wael Jallouz Trainer: Alain Portes ( Frankreich) |          |          |
| Jawher (1/4) A. Merza (1/8) Alfardan (3/4) Abdulqader (2) M. Madan (2) M. Merza (1) Alwanna (1) Yusuf (2/3) Almaqabi (2/3) Alsayyad (6/10) | Hedoui (3/7) Lagha (1/2) Tej (7/9) Touati (1/3) Alouini (1/5) Sami (6) Gatfi (4/7) Mgannem (1/3) Ayed (4/5) |          |          |
| M. Merza, Alsayyad; Bank | Lagha, Gharbi, Sami; Bank |          |          |
| Alfardan, M. Madan (2), M. Merza, Alsayyad | Gharbi (2), Haj Youssef, Mrabet, Jallouz |          |          |

## Deutschland – Frankreich 23:30 (10:13)
| Deutschland | Deutschland | Frankreich | Frankreich |
| | 4. Spieltag 19. Januar 2011 um 18:15 Uhr in Kristianstad Ergebnis: 23:30 (10:13) Zuschauer: 4.148 Schiedsrichter: Václav Horáček & Jiří Novotný ( Tschechien) Spielerstatistik |            |            |
| Johannes Bitter, Pascal Hens, Uwe Gensheimer, Oliver Roggisch, Dominik Klein, Adrian Pfahl, Sebastian Preiß, Jacob Heinl, Holger Glandorf, Silvio Heinevetter, Sven-Sören Christophersen, Patrick Groetzki, Michael Kraus, Christian Sprenger, Lars Kaufmann, Michael Haaß Trainer: Heiner Brand | Jérôme Fernandez, Didier Dinart, Xavier Barachet, Bertrand Gille, Guillaume Joli, Samuel Honrubia, Daouda Karaboué, Nikola Karabatić, Franck Junillon, Thierry Omeyer, William Accambray, Luc Abalo, Cédric Sorhaindo, Michaël Guigou, Bertrand Roiné, Arnaud Bingo Trainer: Claude Onesta |            |            |
| Hens (2/7) Pfahl (2/3) Preiß (3) Glandorf (2/4) Groetzki (1/2) Kraus (7/13) Sprenger (1) Kaufmann (5/7) | Fernandez (4/6) Barachet (3) Gille (4/5) Joli (1) Honrubia (1) Karabatić (4/6) Accambray (5/7) Abalo (4/8) Sorhaindo (2) Guigou (2/4) |            |            |
| Roggisch, Kraus, Haaß | Fernandez, Barachet, Karabatić |            |            |
| Preiß, Kraus, Kaufmann (2), Haaß | Gille (2) |            |            |

## Spanien – Ägypten 31:18 (14:9)
| Spanien | Spanien | Ägypten | Ägypten |
| | 4. Spieltag 19. Januar 2011 um 20:30 Uhr in Kristianstad Ergebnis: 31:18 (14:9) Zuschauer: 4.148 Schiedsrichter: Nenad Krstič & Peter Ljubič ( Slowenien) Spielerstatistik |         |         |
| José Javier Hombrados Ibáñez, Alberto Entrerríos Rodríguez, Eduardo Gurbindo Martínez, Albert Rocas Comas, Jorge Maqueda, Rubén Garabaya Arenas, Raúl Entrerríos Rodríguez, Julen Aguinagalde Akizu, Roberto García Parrondo, Cristian Ugalde García, Arpad Sterbik Capar, Juan García Lorenzana, Iker Romero Fernández, José María Rodríguez Vaquero, Joan Cañellas Reixach, Viran Morros de Argila Trainer: Valero Rivera | Karim Hendawy, Mohamed Ramadan, Belal Mabrouk, Moustafa Hussein, Mohamed Hashem, Amr El Kaioby, Abou El Fetouh Razek, Mohamed Nakib El-Bakir, Mohamed El Bohy, Ahmed Yousef, Mohamed Abdelwares, Mohamed Keshk, Omr Haggag, Eslam Hassan, Ahmed El Ahmar, Mohamed Mamdouh Trainer: Irfan Smajlagić |         |         |
| A. Entrerríos Rodríguez (1) Gurbindo Martínez (3/4) Rocas Comas (7) Maqueda (3/4) Garabaya Arenas (1/3) R. Entrerríos Rodríguez (2/3) Aguinagalde Akizu (1/2) García Parrondo (1/3) Ugalde García (1) García Lorenzana (4) Romero Fernández (5/9) Rodríguez Vaquero (1) Cañellas Reixach (1/3) | Mabrouk (1/4) Hussein (1) Hashem (2) Razek (2/7) Yousef (1/3) Keshk (1/2) Hassan (1/2) El Ahmar (4/7) Mamdouh (5/7) |         |         |
| A. Entrerríos Rodríguez, Ugalde García | Hussein, Yousef, Hassan |         |         |
| García Parrondo | Ramadan, Hassan (3) |         |         |
| | Hassan |         |         |

## Ägypten – Bahrain 26:27 (12:12)
| Ägypten | Ägypten | Bahrain | Bahrain |
| | 5. Spieltag 20. Januar 2011 um 18:00 Uhr in Lund Ergebnis: 26:27 (12:12) Zuschauer: 750 Schiedsrichter: Mohsen Karbastschi & Maschid Kolahduzan ( Iran) Spielerstatistik                                                                                           |         |         |
| Karim Hendawy, Mohamed Ramadan, Belal Mabrouk, Moustafa Hussein, Mohamed Hashem, Amr El Kaioby, Abou El Fetouh Razek, Mohamed Nakib El-Bakir, Mohamed El Bohy, Ahmed Yousef, Mohamed Abdelwares, Mohamed Keshk, Omr Haggag, Eslam Hassan, Ahmed El Ahmar, Mohamed Mamdouh Trainer: Irfan Smajlagić | Saeed Jawher, Hasan Madan, Hasan Alnajar, Ali Merza, Hasan Alfardan, Jaafar Abdulqader, Sadiq Ali, Mohamed Ahmed, Mahdi Madan, Maher Yahya, Mohamed Merza, Mahmood Alwanna, Mohamed A. Husain, Ali Yusuf, Mohamed Almaqabi, Husain Alsayyad Trainer: Ulrik Kirkely |         |         |
| Mabrouk (7/8) Hussein (2) Hashem (1/2) Razek (5/9) Abdelwares (1/5) Keshk (3/4) Hassan (1/2) El Ahmar (5/9) Mamdouh (1/2) | Jawher (4/6) A. Merza (2/3) Alfardan (1/3) Ali (1/4) M. Madan (5/9) Yahya (1/3) Almaqabi (4/6) Alsayyad (9/14) |         |         |
| Marbrouk, Razek, Mamdouh | H. Madan, M. Madan, Almaqabi |         |         |
| El Kaioby (2), Hassan (2) | Alnajar, Alfardan, Alsayyad |         |         |

## Deutschland – Tunesien 36:26 (15:12)
| Deutschland | Deutschland | Tunesien | Tunesien |
| | 5. Spieltag 20. Januar 2011 um 18:30 Uhr in Kristianstad Ergebnis: 36:26 (15:12) Zuschauer: 3.885 Schiedsrichter: Michal Baďura & Jaroslav Ondogrecula ( Slowakei) Spielerstatistik                                                                                             |          |          |
| Johannes Bitter, Pascal Hens, Uwe Gensheimer, Oliver Roggisch, Dominik Klein, Adrian Pfahl, Sebastian Preiß, Jacob Heinl, Holger Glandorf, Silvio Heinevetter, Sven-Sören Christophersen, Patrick Groetzki, Michael Kraus, Christian Sprenger, Lars Kaufmann, Michael Haaß Trainer: Heiner Brand | Makrem Missaoui, Selim Hedoui, Brahim Lagha, Mahmoud Gharbi, Issam Tej, Jaleleddine Touati, Kamel Alouini, Majed Hamza, Yassine Sami, Khaled Haj Youssef, Anis Gatfi, Bassem Mrabet, Heykel Mgannem, Anouar Ayed, Sobhi Saïed, Wael Jallouz Trainer: Alain Portes ( Frankreich) |          |          |
| Hens (6/10) Gensheimer (1) Klein (4/6) Pfahl (2/5) Preiß (5/7) Heinl (2/3) Glandorf (3/6) Groetzki (3/4) Kraus (4/5) Sprenger (3/4) Haaß (3) | Hedoui (4/7) Tej (1) Touati (1/2) Alouini (3/4) Sami (1/3) Gatfi (3/6) Mrabet (4/5) Mgannem (6/12) Jallouz (3/6) |          |          |
| Gensheimer, Pfahl, Haaß | Hedoui, Tej, Sami |          |          |
| Roggisch (2), Christophersen | Gharbi, Touati |          |          |
| | Gatfi |          |          |

## Frankreich – Spanien 28:28 (18:13)
| Frankreich | Frankreich | Spanien | Spanien |
| | 5. Spieltag 20. Januar 2011 um 20:45 Uhr in Kristianstad Ergebnis: 28:28 (18:13) Zuschauer: 3.885 Schiedsrichter: Per Olesen & Lars Ejby Pedersen ( Dänemark) Spielerstatistik |         |         |
| Jérôme Fernandez, Didier Dinart, Xavier Barachet, Bertrand Gille, Guillaume Joli, Samuel Honrubia, Daouda Karaboué, Nikola Karabatić, Franck Junillon, Thierry Omeyer, William Accambray, Luc Abalo, Cédric Sorhaindo, Michaël Guigou, Bertrand Roiné, Arnaud Bingo Trainer: Claude Onesta | José Javier Hombrados Ibáñez, Alberto Entrerríos Rodríguez, Eduardo Gurbindo Martínez, Albert Rocas Comas, Jorge Maqueda, Rubén Garabaya Arenas, Raúl Entrerríos Rodríguez, Julen Aguinagalde Akizu, Roberto García Parrondo, Cristian Ugalde García, Arpad Sterbik Capar, Juan García Lorenzana, Iker Romero Fernández, José María Rodríguez Vaquero, Joan Cañellas Reixach, Viran Morros de Argila Trainer: Valero Rivera |         |         |
| Fernandez (3/4) Barachet (5/6) Gille (2/3) Joli (1) Honrubia (1/2) Karabatić (5/6) Accambray (1/3) Abalo (3/6) Sorhaindo (1/3) Guigou (6/7) | A. Entrerríos Rodríguez (7/13) Gurbindo Martínez (1/4) Rocas Comas (4/5) Garabaya Arenas (2/3) R. Entrerríos Rodríguez (2/3) Aguinagalde (3) García Lorenzana (1/4) Romero Fernández (4/5) Rodríguez Vaquero (2/3) Cañellas Reixach (2/6) |         |         |
| Barachet, Accambray, Sorhaindo; Bank | Rocas Comas, R. Entrerríos Rodríguez, Morros de Argila |         |         |
| Dinart, Barachet, Accambray; Bank | Gurbindo Martínez, Garabaya Arenas, R. Entrerríos Rodríguez, Cañellas Reixach |         |         |